# Cladiella studeri
Cladiella studeri is een zachte koraalsoort uit de familie Alcyoniidae. De koraalsoort komt uit het geslacht Cladiella. Cladiella studeri werd in 1944 voor het eerst wetenschappelijk beschreven door Tixier-Durivault. 